# Ливерморий
| 116            | Ливерморий |
| Lv(293)        |            |
| 5f146d107s27p4 |            |

Ливермо́рий (химический символ — Lv, от лат. Livermorium) — искусственно синтезированный радиоактивный химический элемент 16-й группы (по устаревшей классификации — главной подгруппы шестой группы, VIА) седьмого периода периодической системы химических элементов с атомным номером 116.
Массовое число наиболее устойчивого изотопа — 293 (атомная масса этого изотопа равна 293,204(5) а. е. м.). Поскольку является искусственно синтезируемым, в природе не встречается.

## Химические свойства
Ливерморий является представителем группы халькогенов, где он следует после полония. Однако химические свойства ливермория будут существенно отличаться от свойств полония (и более походить на таковые у свинца), поэтому разделить эти элементы не составит труда.
Предполагается, что основной и наиболее устойчивой степенью окисления для ливермория будет +2. Ливерморий будет образовывать оксид ливермория с кислородом (LvO), галогениды LvHal2.
Со фтором или в более жёстких условиях ливерморий также сможет проявлять степень окисления +4 (LvF4). Такую степень окисления ливерморий может проявлять как в катионах, так и образовывать, подобно полонию, ливерморовую кислоту или её соли — ливермориты (или ливермораты), например, K2LvO3 — ливерморит калия.
Ливермориты, а также другие соединения ливермория со степенью окисления +4 будут проявлять сильные окислительные свойства, подобные перманганатам. В отличие от более лёгких элементов, предполагается, что степень окисления +6 для ливермория будет, вероятно, невозможна из-за крайне высокой необходимой энергии на распаривание 7s2 электронной оболочки, поэтому высшая степень окисления ливермория будет равна +4.
С сильными восстановителями (щелочные металлы или щелочноземельные металлы) возможна также степень окисления −2 (например, соединение CaLv будет называться ливерморидом кальция). Однако ливермориды будут очень неустойчивыми, и проявлять сильные восстановительные свойства, поскольку образование аниона Lv2− и включение двух дополнительных электронов невыгодно основной оболочке 7p-электронов, а предполагаемая химия ливермория делает намного выгоднее образование катионов, чем анионов.
С водородом предполагается образование гидрида H2Lv, который будет называться ливермороводородом. Для ливермороводорода ожидаются весьма интересные свойства, например, предполагается возможность «сверхгибридизации» — невовлечённые 7s2 электронные облака ливермория смогут образовать дополнительную взаимную связь между собой, и такая связь будет несколько напоминать водородную связь, поэтому свойства ливермороводорода могут отличаться от свойств халькогеноводородов более лёгких аналогов. Ливермороводород, несмотря на то, что ливерморий будет однозначно металлом, не будет повторять свойств гидридов металлов в полной мере и будет сохранять в значительной степени ковалентный характер.

## Происхождение названия
Официальное название ливерморий дано в честь Ливерморской национальной лаборатории им. Э. Лоуренса (Ливермор, США), участвовавшей в открытии элемента. До этого использовалось временное название унунгексий, которое дано по порядковому номеру (искусственно образовано из корней латинских числительных; Ununhexium можно приблизительно истолковать как «одно-одно-шестий»). Ранее был также известен как эка-полоний.
Учёные ОИЯИ предлагали для 116-го элемента название московий — в честь Московской области. Однако американские партнёры ОИЯИ из Ливерморской национальной лаборатории предложили назвать 114-й или 116-й элемент в честь Леонардо да Винчи, Галилео Галилея или в честь Ливерморской национальной лаборатории. После согласовательных процедур между российскими и американскими учёными 1 декабря 2011 года в комиссию по номенклатуре химических соединений ИЮПАК было направлено предложение назвать 116-й элемент ливерморием. Название утверждено 30 мая 2012 года. Название «московий» было позднее утверждено для 115-го элемента.

## История открытия
В конце 1998 года польский физик Роберт Смолянчук опубликовал расчёты по слиянию атомных ядер в направлении синтеза сверхтяжёлых атомов, в том числе оганессона и ливермория. По его расчётам, эти два элемента можно было бы получить, сплавив свинец с криптоном в тщательно контролируемых условиях.
Заявление об открытии элементов 116 и 118 в 1999 году в Беркли (США) оказалось ошибочным и даже фальсифицированным. Синтез по объявленной методике не был подтверждён в российском, немецком и японском центрах ядерных исследований, а затем и в самих США. Статья с сообщением об открытии была отозвана. В июне 2002 года директор лаборатории объявил, что первоначальное утверждение об обнаружении этих двух элементов было основано на данных, сфабрикованных Виктором Ниновым.
Ливерморий открыт путём синтеза изотопов в 2000 г. в Объединённом институте ядерных исследований (Дубна, Россия) в сотрудничестве с Ливерморской национальной лабораторией (США), Научно-исследовательским институтом атомных реакторов (Димитровград, Россия) и «Электрохимприбором» (Лесной, Россия). 19 июля 2000 г. впервые наблюдался альфа-распад ядра 116-го элемента, полученного в результате бомбардировки мишени из кюрия ионами кальция. Результаты эксперимента были впервые опубликованы 6 декабря 2000 года (рукопись была получена журналом 2 октября). Хотя в этой работе заявлялось о синтезе изотопа 292Lv, в дальнейших работах коллаборации данное событие было соотнесено с изотопом 293Lv.
Позднее в том же Объединённом институте ядерных исследований синтез изотопов элемента был подтверждён химической идентификацией конечного продукта его распада.
1 июня 2011 года ИЮПАК официально признал открытие ливермория и приоритет в этом учёных из ОИЯИ и Ливермора.

## Получение
Изотопы ливермория были получены в результате ядерных реакций
{\displaystyle _{96}^{248}\mathrm {Cm} +\,_{20}^{48}\mathrm {Ca} \,\to \,{}_{116}^{293}\mathrm {Lv} +3\;_{0}^{1}\mathrm {n} ,}
{\displaystyle _{96}^{245}\mathrm {Cm} +\,_{20}^{48}\mathrm {Ca} \,\to \,{}_{116}^{291}\mathrm {Lv} +2\;_{0}^{1}\mathrm {n} ,}
{\displaystyle _{96}^{245}\mathrm {Cm} +\,_{20}^{48}\mathrm {Ca} \,\to \,{}_{116}^{290}\mathrm {Lv} +3\;_{0}^{1}\mathrm {n} ,}
а также в результате альфа-распада 294Og:
{\displaystyle _{118}^{294}\mathrm {Og} \,\to \,{}_{116}^{290}\mathrm {Lv} +\,_{2}^{4}\mathrm {He} .}

## В популярной культуре
- Элемент 116 в игре World of Warcraft[23].

## Известные изотопы
| Изотоп | Масса | Период полураспада | Тип распада      |
| ------ | ----- | ------------------ | ---------------- |
| 290Lv  | 290   | 7,1+3,2 −1,7 мс    | α-распад в 286Fl |
| 291Lv  | 291   | 18+22 −6 мс        | α-распад в 287Fl |
| 292Lv  | 292   | 18+16 −6 мс        | α-распад в 288Fl |
| 293Lv  | 293   | 53+62 −19 мс       | α-распад в 289Fl |

## Биологическая роль
Ввиду отсутствия в природе ливерморий не играет никакой биологической роли.

## Комментарии
1. ↑  Ранее элемент именовался как «унунге́ксий» или «э̀ка-поло́ний», химический символ —  Uuh (от лат. Ununhexium).